# متنزه ومحمية رانجيل-سانت إلياس الطبيعية الوطنية
متنزه ومحمية رانجيل-سانت إلياس الطبيعية الوطنية عبارة عن متنزه وطني أمريكي ومحمية طبيعية وطنية تتم إدارته بشكل تعاوني بواسطة إدارة المتنزهات الوطنية في جنوب شرق ألاسكا، وتم إنشاؤه في عام 1980 بموجب قانون حماية الأراضي القومية المهمة في ألاسكا. وهذه المنطقة المحمية مضمنة في محمية المحيط الحيوي الدولية كما أنها جزء من مواقع التراث العالمية التابعة لليونسكو. ويعد المتنزه والمحمية الطبيعية من أكبر المناطق التي تديرها إدارة المتنزهات الوطنية في الولايات المتحدة من خلال مساحة إجمالية تصل إلى 13,175,799 أكر (20,587.19 ميل2؛ 53,320.57 كـم2). وهذه المساحة أكبر من تسع ولايات وتشبه في حجمها الإقليم الكندي نوفا سكوشا.
يوجد جبل سانت إلياس على حدود متنزه رانجيل-سانت إلياس الوطني ومتنزه ومحمية كلاون (Kluane) الطبيعية الوطنيان في كندا. ومن خلال ارتفاعه الذي يصل إلى 18,074 قدم (5,509 م)، فإن جبل سانت إلياس هو ثاني أعلى جبل في كندا والولايات المتحدة معًا. وبشكل إجمالي، فإن تسعة من أعلى 16 قمة جبلية موجودة في الولايات المتحدة تظهر في المتنزه، بالإضافة إلى أكبر حقل جليدي شبه قطبي في أمريكا الشمالية والأنهار الجليدية والأنهار، وبركان نشط ومناجم كينيكوت للنحاس. وتقريبًا، تم تعيين حوالي 66 في المائة من المساحة على أنها مناطق برية. تعد برية رانجيل-سانت إلياس أكبر منطقة برية معينة في الولايات المتحدة.
ويمكن الوصول للمتنزه من خلال الطريق السريع من أنشوراج، وهناك طريقان غير ممهدين من الحصى (طريق ماكارثي (McCarthy) وطريق نابيسنا (Nabesna)) يدوران عبر المتنزه مما يتيح القدرة على الوصول إلى قدر كبير من الأجزاء الداخلية من أجل التخييم والتنزه. كما تصل الطائرات المستأجرة كذلك إلى المتنزه. وقد استقبل متنزه ومحمية رانجيل-سانت إلياس الطبيعية ما يزيد عن 60 ألف زائر في عام 2011 وهو يحصل على شعبية كبيرة وبسرعة من خلال ما يتميز به من المساحة والبعد وسهولة الوصول إليه.

## معرض

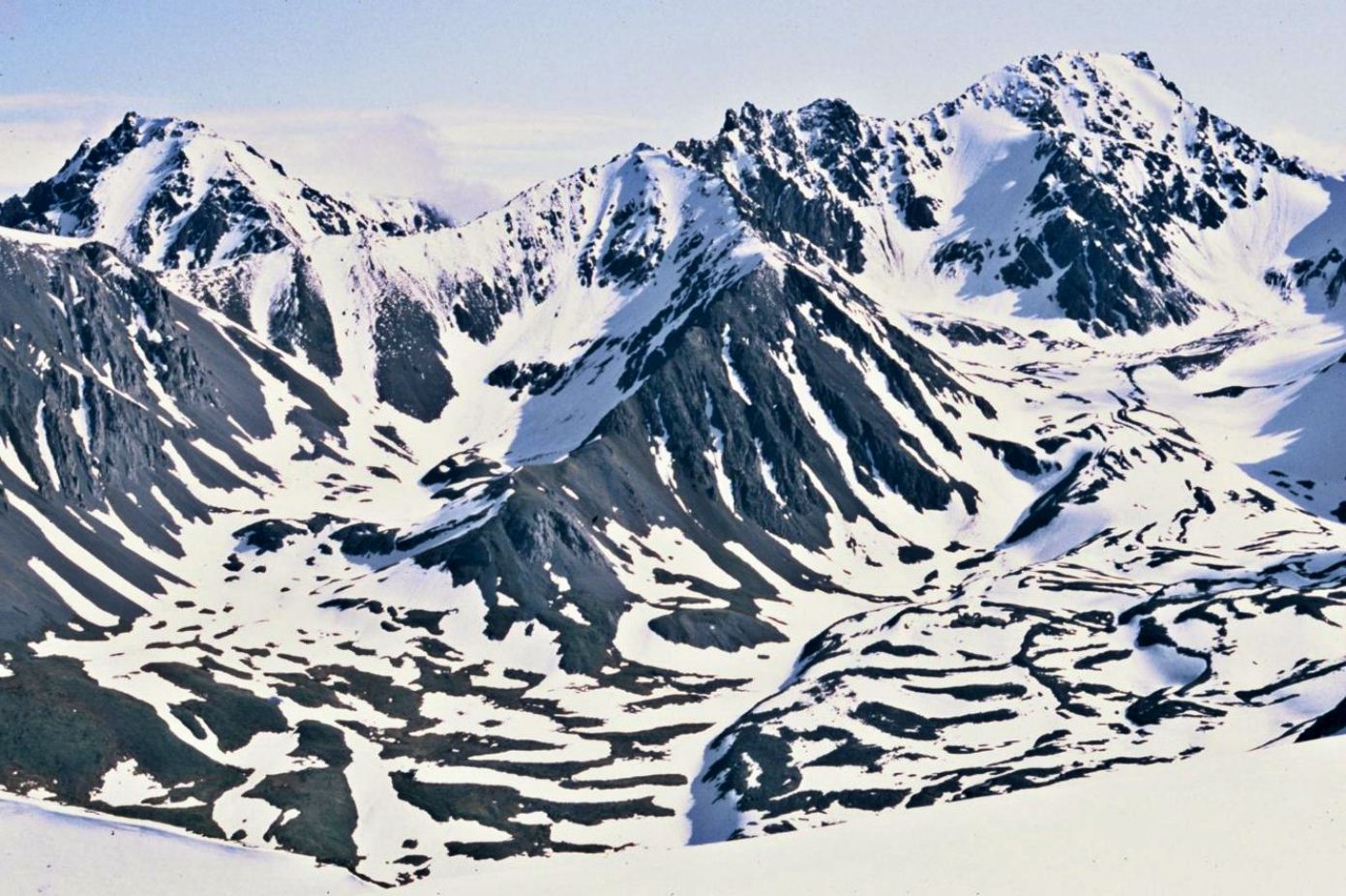
منتزه رانجيل 1
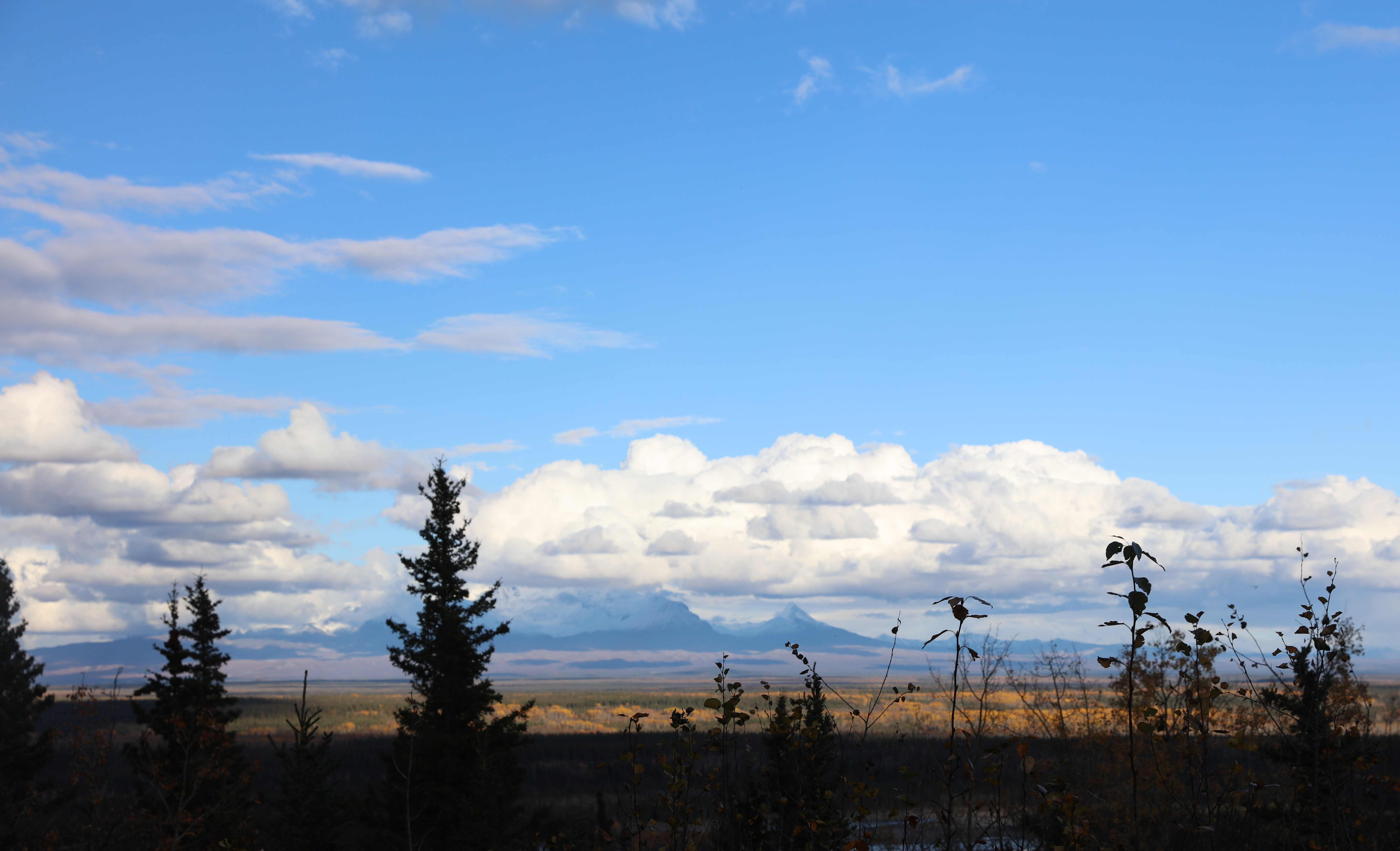
منتزه رانجيل 2
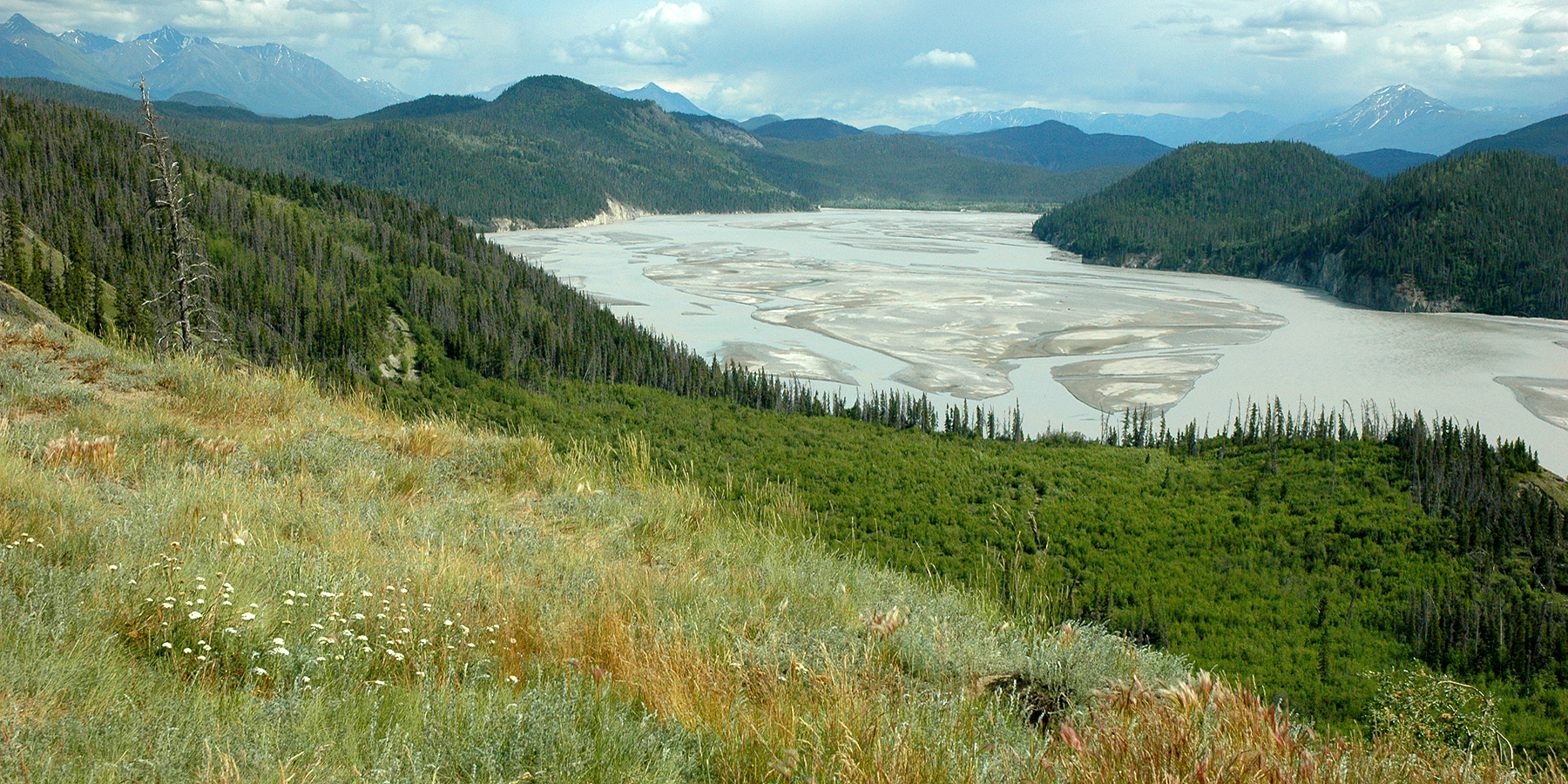
منتزه رانجيل 3
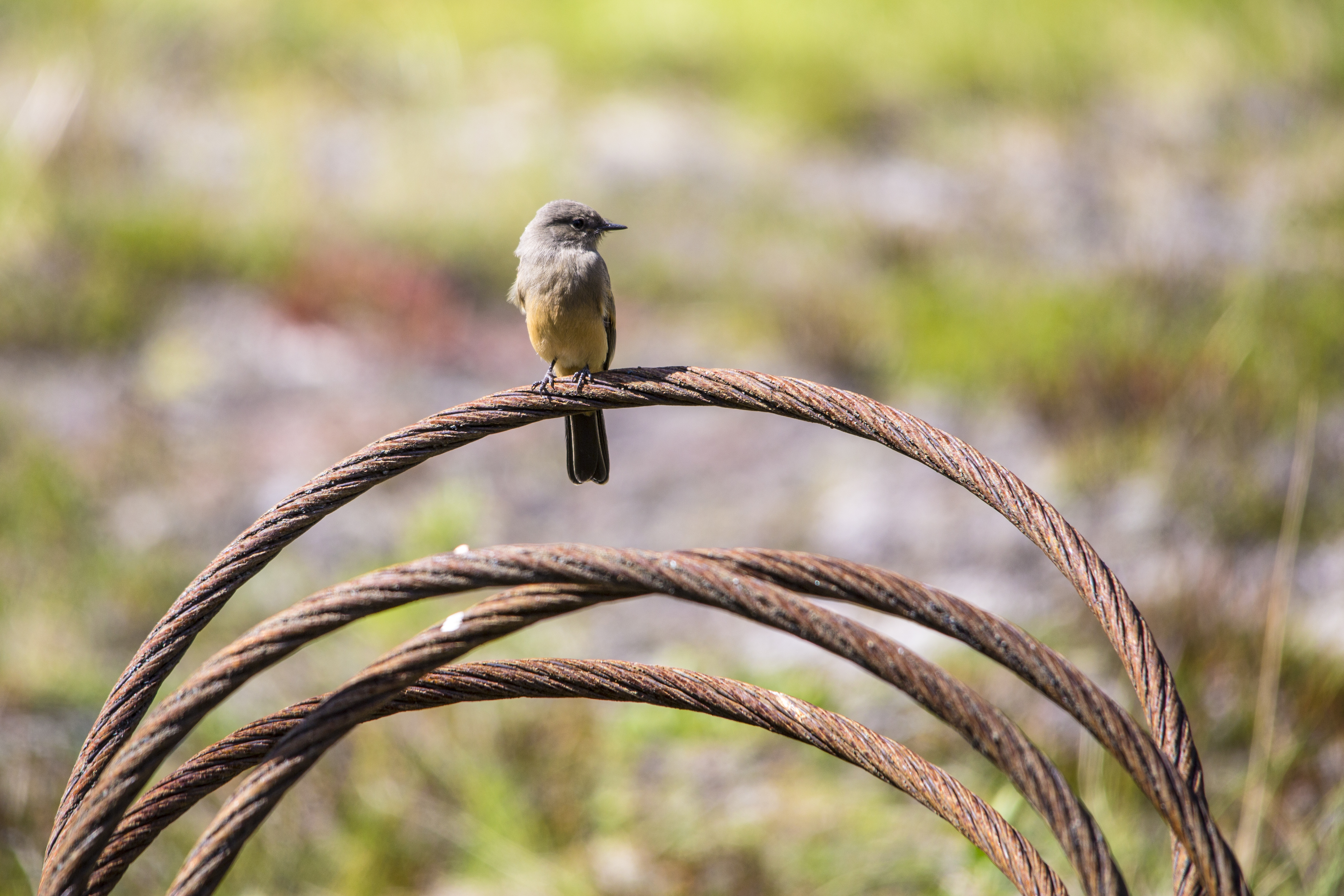
طير في المنتزه
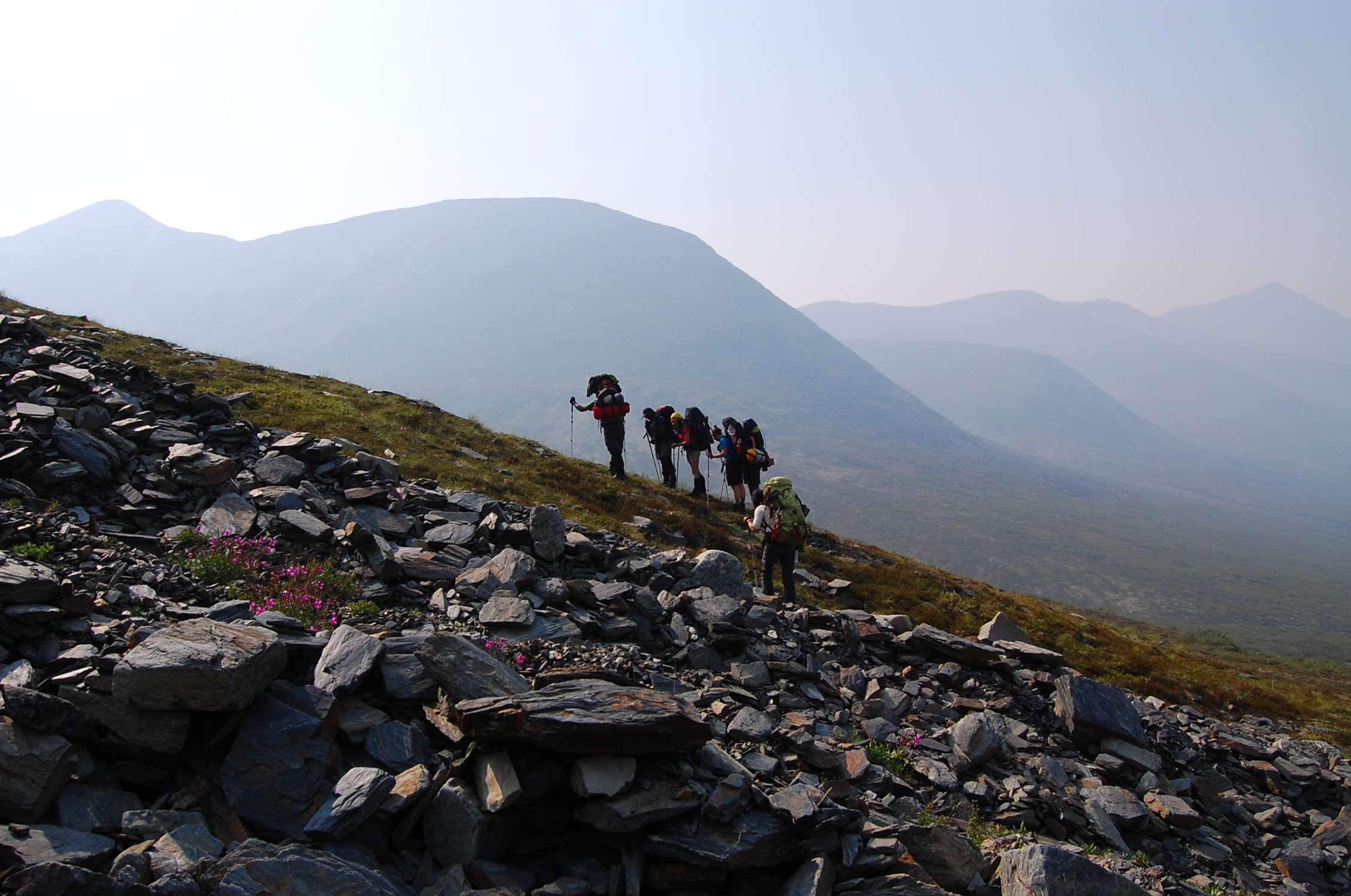
متسلقو جبال

## موقع من مواقع التراث العالمي
تم الإعلان عن أن نظام المتنزه العابر للحدود كلاون / رانجيل-سانت إلياس / الخليج المتجمد / تاتشينشيني-ألسيك (Tatshenshini-Alsek) (والذي يشتمل على رانجيل-سانت إلياس وثلاثة متنزهات وطنية وإقليمية أخرى) هو موقع من مواقع التراث العالمي التابع لليونسكو في عام 1979 بسبب مشاهد الأنهار المتجمدة وحقول الجليد المميزة به بالإضافة إلى أهمية موائل الدب الرمادي والوعل والأغنام البيضاء.

## التاريخ الجيولوجي

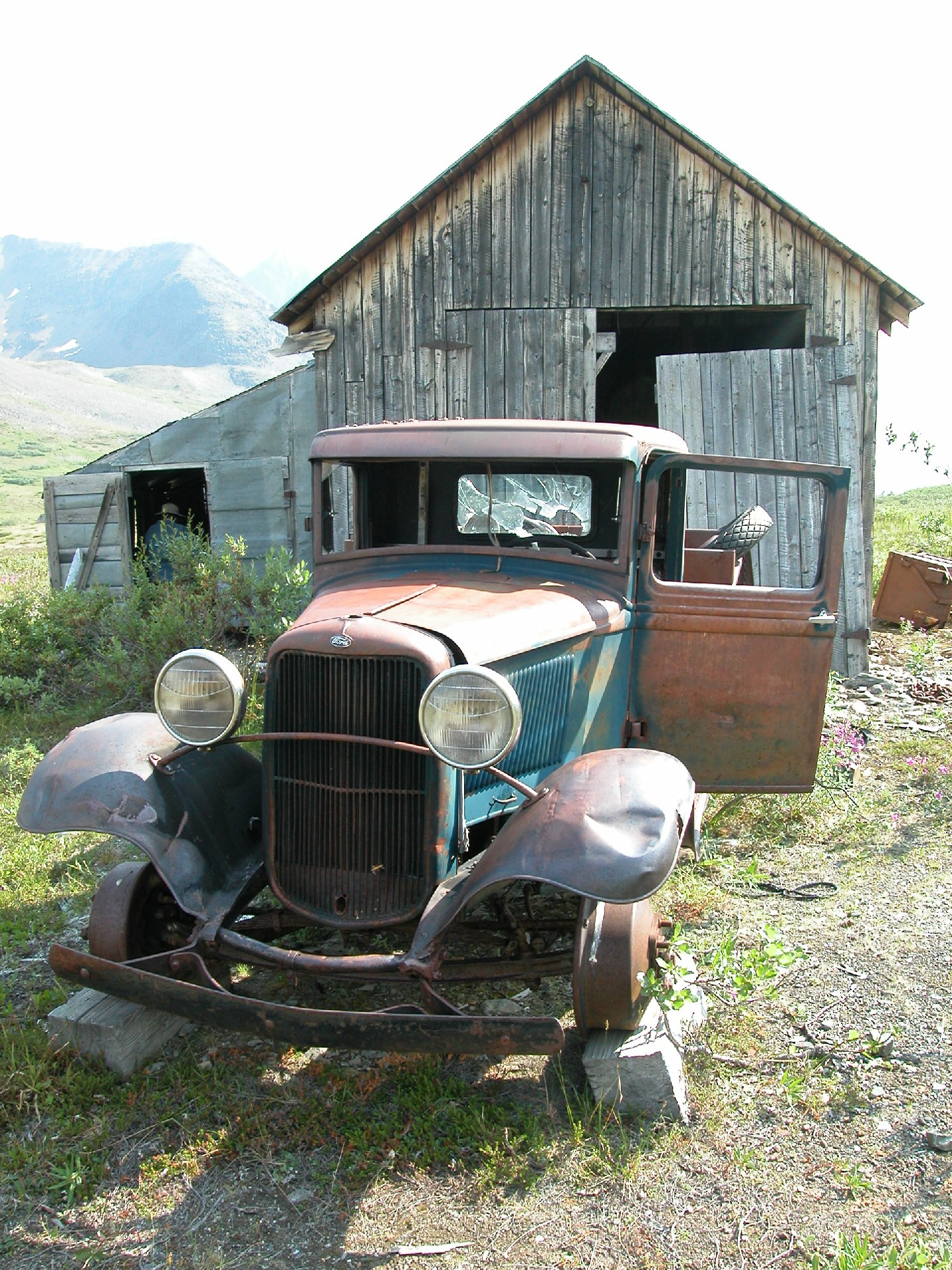
ورشة ميكانيكي ومصهر في مخيم بريمنر للتعدين، حديقة رانغيل-ست. إلياس الوطنية، ألاسكا – جزء من منطقة بريمنر التاريخية المسجلة في السجل الوطني للأماكن التاريخية

كل المعلومات المسجلة في «التاريخ الجيولوجي» مأخوذة من جيولوجيا المتنزهات القومية
يتكون متنزه رانجيل-سانت إلياس من 5 مناطق تضاريس مجتمعة معًا. ومنطقة التضاريس عبارة عن كتلة من صخور القشرة الأرضية لها تسلسل جيولوجي وتاريخ فريدين. وهذا يعني أن كل منطقة تضاريس في رانجيل-سانت إلياس لها تاريخ جيولوجي مختلف عن المنطقة المجاورة لها. وهذه المناطق هي منطقة تضاريس ياكون تانانا (Yukon Tanana) ومنطقة تضاريس أليكساندر (Alexander) ومنطقة تضاريس رانجيل ومنطقة تضاريس تشوجاش (Chugach) ومنطقة تضاريس ياكوتات (Yakutat). وقد نجم هذا التنوع في التاريخ الجيولوي لأن كل منطقة تضاريس من تلك المناطق كانت في وقت من الأوقات عبارة عن لوحة صغيرة (أو لوحة تكتونية صغيرة، وهو شيء يشبه الجزيرة إلى حد ما) والتي تحركت مع مرور الوقت إلى أن اصطدمت بالألواح الأخرى وتجمعت في النهاية لتشكل لوحة أمريكا الشمالية. كما أن هذا التنوع كذلك يعني أن التواريخ الجيولوجية للمناطق الخمسة غير مكتمل، فبعض المناطق تمت دراستها بمزيد من التفاصيل عن المناطق الأخرى. إليكم أدناه ملخص مختصر للتاريخ الجيولوجي لكل منطقة تضاريس.
ياكون تانانا
كانت منطقة تضاريس ياكون تانانا هي أول منطقة تضاريس غريبة تنضم إلى تكوين أمريكا الشمالية. وهي تتكون في الغلب من الصخور المتحولة والنارية، وتعود أقدم الصخور إلى عصر ما قبل الكمبري. وإلى الشمال من صدع دينالي (Denali)، في منطقة تضاريس ياكون تانانا، توجد أقدم صخور مكشوفة في متنزه رانجيل-سانت إلياس.
تكوينات الصخور:
صخور متحولة مورقة مثل الكوارتز - ميكا شيست (mica schist) - نيس (Gneiss)، صخور متحولة غير مورقة مثل الكوارتزايت - الرخام، صخور متعددة متحولة مثل رايولايت - صخور سحيقة
الصخور المتعددة المتحولة التي تكونت أثناء عصر ما قبل الكمبري من الرواسب البحرية. أثناء حقب الحياة القديمة، تآكلت صخور عصر ما قبل الكمبري، وتصخرت الرواسب المتآكلة. خلال منتصف حقب الحياة القديمة، حدث تشوه، تحول للرواسب المتصخرة، واسترساب لصخور الجرانيت.
منطقة تضاريس ألكساندر
معظم منطقة تضاريس ألكساندر موجودة في كندا، إلا أن هناك جزء صغير منها موجود في المتنزه. وهذه المنطقة تحتوي على قدر كبير من الرخام الذي تكون من الحجر الجيري المتحول.
منطقة تضاريس رانجيل
تمت دراسة التاريخ الجيولوجي لمنطقة تضاريس رانجيل بتعمق.
عصر حقب الحياة القديمة: أثناء فترة بنسلفانيا، تطور قوس بركاني تبعه تكوين وحدة صخرية قاعدية (صخور متلاحمة بركانية، وتدفقات الحمم البركانية، والصخور الفتاتية الرسوبية، والصوان، والطفل الصفحي، والحجر الجيري الذي يتضمن حفريات) أثناء العصر البرمي.
عصر الدهر الوسيط: في بدايات العصر الترياسي، بردت الصخور البركانية والحمم البركانية وحدث تدعيم لها. لوحة رانجيل الصغيرة - لم تصطدم بعد بلوحة أمريكا الشمالية - تغطيها بشكل مستمر المياه البحرية العميقة. أثناء العصر الترياسي، فإن الترسيبات البحرية عبارة عن: أرجيليت وحجر جيري وحجر نيكولاي الأخضر والتي تحتوي على رواسب النحاس، وحجر رملي، وطفل صفحي، وكتل مختلطة، ورواسب بركانية: وسادة من البازلت وتدفقات الحمم البركانية. وبدأ تراكم الأطلال البركانية والحمم البركانية الباردة في تكوين جزيرة. في العصر الترياسي المتأخر، هناك فترة من النشاط البركاني والخمول البركاني في منطقة الصدع. وفي وقت ما أثناء العصر الجوراسي، اصطدمت مناطق تضاريس رانجيل وألكساندر وتشوجاش معًا وبدأت في التحرك في شكل وحدة واحدة.
عصر حقب الحياة الحديثة: تجمعت لوحة رانجيل وألكساندر وتشوجاش مع لوحة أمريكا الشمالية أثناء فترة العصر الثلثي. وقد تبع ذلك البراكين الرباعية التي أدت إلى ترسيب حمم أنديسايت البركانية التي شكلت جبل رانجيل وجبل ستانفورد (Stanford) وجبل درام (Drum) وجبل بلاكبيرن (Blackburn).
منطقة تضاريس تشوجاش
تتسم منطقة تضاريس تشوجاش بصخور الأردواز وجرايواك الناجمة في أواخر العصر الطباشيري بالإضافة إلى وجود طبقات متخللة ومتقاطعة من صخور الصوان والجابرو وحجر التوف المسامي ووسائد البازالت التي ترجع إلى أواخر العصر الجوراسي وبدايات العصر الطباشيري.
منطقة تضاريس ياكوتات 
ما زالت منطقة تضاريس ياكوتات تصطدم بشكل نشط بلوحة أمريكا الشمالية، مما يسبب حدوث زلازل متكررة وعنيفة تصل قوتها إلى 7 إلى 8 درجات. وهذا الضغط المستمر قد أدى إلى رفع وإنشاء أكبر سلسلة جبال ساحلية في العالم، ألا وهي جبال سانت إلياس.
وقد تكونت منطقة تضاريس ياكوتات عن طريق الصخور القارية والمحيطية مما يشير إلى أن المنطقة كانت مغطاة في وقت من الأوقات بمياه البحار. وخلال الفترة الرباعية من عصر حقب الحياة الحديثة، كانت المنطقة تتسم بالبراكين، والتي أدت إلى تكوين سلسلة جبال سانت إلياس. ومن بدايات العصر الثلثي، توجد صخور بازلت وطفل صفحي غني بالعناصر العضوية، وتلك هي الفترة التي يُقدر أن لوحة ياكوتات الصغيرة قد تجمعت فيها، أو اصطدمت فيها، بلوحة أمريكا الشمالية. وقد أدى هذا الاصطدام إلى حدوث رفع (يستمر حتى اليوم) في سلاسل جبال تشوجاش وسانت إلياس. وهناك جرايواك وطفل صفحي متداخل مع صخور الصوان والأرجيليت والصخور البركانية الناجمة من الصدوع من عصر الدهر الوسيط العلوي.

## راجع أيضًا
- كينيكوت، ألاسكا، مدينة مناجم تاريخية عثر عليها في المتنزه.
- فيرديناند فون رانجيل، مستشكف وأدميرال روسي تمت تسمية بركان جبل رانجيل باسمه، والترجمة الأكثر دقة لاسمه هي «فرانجيل».

## كتابات أخرى
- Eppinger, R.G., et al. (2000). Environmental geochemical studies of selected mineral deposits in Wrangell-St. Elias National Park and Preserve, Alaska [U.S. Geological Survey Professional Paper 1619]. Reston, VA: U.S. Department of the Interior, U.S. Geological Survey.
- Winkler, G.R. (2000). A geologic guide to Wrangell-Saint Elias National Park and Preserve, Alaska : a tectonic collage of northbound terranes [U.S. Geological Survey Professional Paper 1616]. Denver: U.S. Department of the Interior, U.S. Geological Survey.
- Bleakley, Geoffrey T., (2002). "Contested Ground, An Administrative History of Wrangell-St. Elias National Park and Preserve, Alaska, 1978–2001" [National Park Service Publication] Copper Center AK: U.S. Department of the Interior, National Park Service.

## وصلات خارجية
- Official NPS site
- World Heritage Site
- Largest National Park information

قالب:Protected Areas of Alaska